# Солнечный сельсовет (Курская область)
Солнечный сельсовет — сельское поселение в Золотухинском районе Курской области Российской Федерации.
Административный центр — посёлок Солнечный.

## История
Статус и границы сельского поселения установлены Законом Курской области от 21 октября 2004 года № 48-ЗКО «О муниципальных образованиях Курской области»

## Население
| 2002  | 2010  | 2012  | 2013  | 2014  | 2015  | 2016  |
| ----- | ----- | ----- | ----- | ----- | ----- | ----- |
| 2594  | ↗2620 | ↘2601 | ↘2550 | ↘2516 | ↘2493 | ↘2447 |
| 2017  | 2018  | 2019  | 2020  | 2021  |       |       |
| ↘2437 | ↘2403 | ↘2358 | ↘2309 | ↘2246 |       |       |

## Состав сельского поселения
| № | Населённый пункт | Тип населённого пункта          | Население |
| - | ---------------- | ------------------------------- | --------- |
| 1 | Солнечный        | посёлок, административный центр | ↘2246     |